# 大国崛起
《大国崛起》是2006年在中国中央电视台经济频道（CCTV-2）首播的一部12集电视纪录片，记录了葡萄牙、西班牙、荷兰、英国、法国、德国、俄国、日本、美国九个世界級大国相继崛起的过程，并总结大国崛起的规律。该电视片在2006年11月13日—24日（CCTV-2）黄金时间21：30首播，每集大约50分钟。
本片播出后，中国中央电视台与中国民主法制出版社合作推出了本片的一套八册同名系列图书，内容有了大规模扩充；并于2007年5月1日黄金时间20:55起在中国中央电视台综合频道（CCTV-1）再次播出。
该电视片采访的名人有《大国的兴衰》一书的作者保罗·肯尼迪、诺贝尔经济学奖得主约瑟夫·尤金·斯蒂格利茨、耶鲁法学院教授布鲁斯·阿克曼、法国前总统德斯坦、马来西亚前首相马哈迪·莫哈末等。
由于片中涉及诸多政治敏感内容，《大国崛起》在首播后引起巨大轰动，并在中国中央电视台创造了一个月内重播两次的纪录。韓國教育放送公社和香港無綫電視翡翠台亦于2007年引进和播出该片。

## 内容
整個紀錄片共12集，从海权为开头，讲述一个又一个的全球大国崛起的故事：

### 海洋时代：葡萄牙及西班牙
本集讲述位于伊比利亚半岛的葡萄牙与西班牙探索海洋而成为世界霸主的历程。
葡萄牙人为了打破被阿拉伯商人垄断香料贸易，在恩里克王子的主持下，建立了人类历史上第一所国立航海学校，系统研究航海科学和技术。他们还不断派出船队，从罗卡角出发，沿着非洲西岸向南探索，把当地的黄金，象牙，非洲胡椒运回里斯本。1487年7月，迪亚士率领三艘帆船沿大西洋南下，经过半年的航行，他们绕过非洲的最南端 －好望角。1498年5月，葡萄牙航海家达·伽马率领的船队抵达印度，最终打通了与东方的贸易通道。
受葡萄牙人的成功的影响，它的邻国西班牙也开始了海洋的探索。由于葡萄牙人垄断了向东的航线，西班牙女王伊莎贝拉一世决定赞助哥伦布向西航行，希望开辟到印度的新航线。虽然哥伦布没有最终到达印度，他却意外的发现了美洲大陆（1492年10月12日），并由此给西班牙带回了数量可观的白银和黄金。1519年9月20日－1521年9月5日，西班牙赞助的航海家麦哲伦实现了人类历史上第一次环球航行。他带领了5艘船和265名船员出发，仅剩18人返回。麦哲伦本人在航程中死于与菲律宾人的战斗。
随着航线的开辟，葡萄牙和西班牙分别垄断了东、西方的海上贸易，并通过进行大规模的殖民扩张而成为当时最强大的两个国家。但是，大部分的国家财富被用于支持天主教會，王室和殖民战争。两国的王公贵族都不支持本国的工商业，国内工业萎缩，最终导致国力的逐渐衰落。

### 小国大业：荷蘭
17世纪，只有150万人口的荷兰，凭借其传统的水上贸易，成为世界经济中心和海上第一强国。本集探索其中原因。
荷兰人通过捕捞和加工鲱鱼和海上贸易开始自己的致富之路。在与英格兰的贸易竞争中，荷兰人通过建造造价低、速度快的船只以及良好的商业信用而逐渐占据有利地位。为了解决开辟新航线的资金问题，荷兰人进行一系列金融和商业上的创新。1602年，第一间股份公司荷兰联合东印度公司成立；1609年，第一个股票交易所成立，同年，阿姆斯特丹银行建立，并第一次引入银行信用。这些新的金融和商业体系，使荷兰的财富快速增长。到了17世纪中叶，荷兰的贸易额占到全世界总贸易额的一半。但此後走向衰落。

### 走向现代：英国
本集讲述英国一个岛国如何击败西班牙和荷兰，逐渐取得海上的霸权。
1558年，伊丽莎白一世承繼英国王位。她通过鼓励雷利、弗朗西斯·德雷克等海盗来发展国家的海上力量。英国海盗的掠夺行为一方面带回丰厚的回报，另一方面却加剧了与西班牙的矛盾。1588年，英西海战爆发。由商船和海盗组成的英国舰队打败了西班牙的无敌舰队。英国由此迅速新興海上强国。
1625年，查理一世继位后，开始绕开英国议会直接向社会征收新税，完全破坏大宪章的规则，不断激发与议会的矛盾。1629年，查理一世强行解散议会。1642年，英国革命爆发。议会军在奥利弗·克伦威尔的带领下，击败国王军。1649年1月30日，查理一世被处死。在此后几十年裡，英国不断探索适合自己国家的政治体制，并在王权和民权的斗争中逐步建立起君主立宪制。

### 工业先声：英国
本集讲述第一次工业革命在英国的发生和发展。
1687年，英国科学家牛顿在自己的著作自然哲学的数学原理中，论述了万有引力定律和三大运动定律。牛顿的理论，使人们不但能预测行星的运动轨道、潮汐的涨退，而且可以更有规律性地设计和制造改良客观世界的工具。
借助以牛顿为代表的近代科学，1765年，瓦特和富尔顿发明了实用的蒸汽机，解决了工业化的核心问题－动力问题，从此拉开了工业革命的序幕。1776年，亚当·斯密出版了国富论，指出经济活动裡的个体在看不见的手的作用下，会最终促进社会资源的高效配置。为自由主义经济奠定了基础。
在海外扩张、资本主义市场经济、第一次工業革命的合力下，英国成为世界上第一个工业国家。
十九世紀中後期開始，殖民地日益成為大英帝國的負擔，而持續的海外擴張和殖民貿易亦帶動了英國對商品的需求，科技發明不斷湧現，專利制度等各種力量推動了工業革命，英國成為世界第一個工業化國家，開創了自由市場經濟體系；然而，弊端也逐漸顯現，英國的發展開始減慢，最終在二战后喪失了世界霸主的地位。

### 激情岁月：法國
本集讲述了位于欧洲大陆西部的法国如何从17世纪后半叶“太阳王”路易十四在位时，法国国力因君主专制制度达到顶峰，因为1789年7月发生的法国大革命以及拿破仑登基上升至历史巅峰，全球殖民海洋大国前前后后近四百年之间的兴衰史。
法国的国力第一次顶峰始于1661年，23岁的路易十四亲政。在他执政的54年中，从未任命过一任首相，并留下了“朕即国家”的名言。在他的统治下，巴黎成为全欧洲的外交和文化中心，法国当时的国际影响力由此可见一斑。但路易十四在位期间，法国竟有31年处于和其他国家的交战状态之中，足以说明其好战和对权力与领土的渴望。路易十四的时代，是君主专制达到顶峰的时代。
仅仅过了74年，法国的君主政体就因为法国大革命的爆发而暂时結束。十五年以后，乱世中涌现出的拿破仑踏上皇帝宝座。在他的带领下，法国大革命的影响传遍了全欧洲，法国国力也达到了一个前所未有的高度。这种局面却因1812年侵俄战争失败而走向衰竭，伴随着1814年拿破仑签订退位诏书和1815年的滑铁卢战役結束。
经历了两次工业革命和两次世界大战的法国，至今仍然是国际舞台上一个举足轻重的大国。但对其来说，成为从前的超级大国，已经是一个可望而不可及的目标。

### 帝国春秋：德国
地处欧洲中部心脏地带的德国，四面强敌环伺。15世纪马丁·路德的宗教改革最终引起了欧洲历史上著名的三十年战争。为结束这场战争而签订的《威斯特伐利亚和约》用法律形式确保了德国的分裂状态。这片土地上曾经产生过314个独立政权，并且严重阻碍了德意志地区的经济发展。
18至19世纪，普鲁士王国的崛起使德国有了重新崛起的希望。经过对丹麦、奥地利和法国的三场战争，‘铁血宰相’俾斯麦最终完成了德意志民族的统一大业。然而，德皇威廉二世所鼓吹的大国沙文主义最终将德国推入了第一次世界大战的漩涡，并最终战败。其后的魏玛共和国又被希特勒带领下的纳粹党所颠覆，使德国掉入第二次世界大战的无底洞，与冷战一起导致德意志民族再次分裂成东德和西德两个分别实行社会主义和资本主义制度的国家。
经过40年，德国冲破了柏林墙的阻隔，再次统一成为一个国家。

### 百年维新：日本
本集講述位處太平洋西部的日本在17至20世紀如何形成一個可與任何一個歐美大國抗衡的大國。
17世紀初，江戶幕府開始實行鎖國政策，只開放長崎予中國及荷蘭商人與日本商人進行買賣，與他國斷絕一切關係。大約200年後，1854年，美國海軍准將马休·佩里率領艦隊，駛抵江戶附近的浦賀，利用武力重新打開了日本的國門。
與西方重新接觸後的日本，立即感受到自己在世界舞臺長時間的缺席已造成相當程度上的落後，於是開啟了一場全國性的「倒幕尊皇」運動。這場大規模的運動結果，便是1868年末代將軍德川慶喜主動大政奉還，以及成立以明治天皇為首的新政府。1868年開始的明治維新進行了多項改革，封建體制被擯棄，引進西方的政治體制。此外，其他在經濟、政治、軍事上的多項改革，使日本實力逐漸增強，並開始利用武力擴張。1879年，日本強行吞併了琉球群島。日本隨之膨脹的野心也導致了之後的日中戰爭（1895年）以及日俄戰爭（1905年）。在這些戰爭中，日本佔領了韩国、臺灣等多處領地，控制了中國東北，並獲得巨額戰爭賠款，實力迅速膨脹。
20世紀初，日本軍力發展迅速，軍國主義抬頭，拥有世界第三大海军。第一次世界大戰時，日本加入協約國，並派兵攻佔德國擁有的中國山東膠州灣和青島，並於戰事後成立的國際聯盟成為常任理事國。第二次世界大戰後，日本被美國佔領，美國引入多項新措施，把日本改造为资本主义的君主立憲民主國家。二戰後，日本經濟快速起飛，一度成為全球第二大的經濟體系，僅次於美國。

### 尋道圖強：俄国
1697年，俄羅斯皇帝彼得一世前往歐洲各國遊歷和學習。歸來後，他用強硬手段推行了一場社會變革。從穿衣、吃飯，到科學教育、商業活動、軍隊建設，彼得用野蠻的方式推進了俄国的文明進程，他甚至親自審訊反對改革的太子。在打敗了強敵瑞典之後，彼得下令建造起一個面向歐洲的临海新首都聖彼得堡，这个港口使得俄罗斯取得了大国所必须的这张门票。
繼承彼得改革的女皇葉卡捷琳娜二世引進歐洲的啟蒙思想，重視教育，並試圖起草法律，但改革無法觸動農奴制。女皇的業績最終只能表現在領土擴張寻找出海口上，在18世紀後期，俄国成為地跨歐亞美的大國，並成為歐洲事務中的重要角色。
但是，農奴制使俄国很快在經濟、技術領域落後於完成了工業化的英法等國。在戰爭—革命—改革的多次反覆中，這個在傳統和現代之間徘徊的民族，逐漸形成了自己的思考能力。列夫·托爾斯泰等一批俄国知識分子希望能夠找到一條自己的道路。正是在這樣的思考中，俄国逐漸創造了屬於自己的獨特文明。

### 風雲新途：苏联
本集敘述列寧和史達林領導的布爾什維克如何建設世界上首個無產階級政權──蘇聯，使得蘇聯大地從第一次世界大戰的千瘡百孔中恢復過來，並且成為和美國平起平坐的超級大國。
俄國自從十月革命將臨時政府推翻，列寧以共產黨思想實施新經濟政策，恢復及壯大了往後的蘇聯經濟。列寧去世後，史達林更以強硬手段加快國家的工業化步伐，急於消除資本主義，蘇聯經濟頓變全球第二大。
歐洲國家需要過百年才能完成的工業化路程，蘇聯只用了20年的時間在計劃經濟政策下發生了重大變化，在這20年間，全球經歷了大蕭條，因此她採取的計劃方式卻引起了西方世界的興趣。在二十世紀三十年代期間，很多西方國家的人都紛紛走到蘇聯取經。
蘇聯工業化的成功雖然吸引了全世界的目光，但成功背後亦隱藏著快速工業化所帶來的各種問題，包括經濟不平均，官僚主義，过度发展军事工业及对领袖的個人崇拜，其根本結構問題就此埋下了蘇聯解體的危機。

### 新国新梦：美国
北美大陸出現一個新的國家，在當時的世界來說實是微不足道。在喬治·華盛頓領導美國獨立之前的百多年內，13個英屬殖民地的經濟一直是依附大英帝國，無論是北部的工商業，中部的農業，或是南部的種植業，她們都是在英國自由貿易的商業體系中發展。
美國憲法的確立，為經濟發展提供了法律的保障。但制憲會議上懸而未決的奴隸制問題，最終在1860年導致了一場南北內戰。林肯總統帶領北方打贏了維護國家統一的戰爭，中央政府也因此逐漸強大，並激起社會的創造，科技發明和推動自由市場，經濟迅速發展，奠定了美國在20世紀成為世界第一強國的基礎。

### 危局新政：美国
美國的自由經濟出現了各種問題，老羅斯福總統推動的『進步運動』催生了世界上第一部反壟斷法。源源不絕的科技發明，以及創新的流水線生產制度，在第二次世界大戰的轉捩點推動下，美國的經濟和社會發展促成為世界第一大強國。
美國踏入二十世紀，其經濟發展已一日千里，福特當時建立了一個最大的工廠，而且是以福特的生產方式，令美國進入了革命性的工業領域。每日都有大量的煤、鐵、沙和橡膠，從流水線一方運入去，又有2,500架T型車從另一方運出來。1924年，第1000萬架T型車出廠。而福特這種生產方式亦應用於其他工業上；生產提高使得美國的經濟大大起飛。
然而，在經濟高度成長的背後，一個空前的危機在悄悄成形，隨時可能引爆。第一次世界大戰後，歐洲百業蕭條，美國卻在享受戰爭帶來的高度經濟景氣，渾然不覺自由市場經濟巨大的缺陷會導致嚴重的經濟危機。1929年10月底，華爾街股票瘋狂下跌，引爆了全球性的經濟大恐慌，美國人瘋狂抽回在市場中的資本，擠兌現象使美國各大銀行紛紛倒閉，連帶使整個國家生產停頓，饑荒席捲整個美國，也影響了全世界所有資本主義國家。這種大蕭條的情形直到小羅斯福總統推動「新政」才獲得改善。小羅斯福借鑑蘇聯計劃經濟模式的成功，在自由市場這隻「看不見的手」中又加入了政府干預這隻「看得見的手」以平衡自由經濟所帶來的缺失，至今這種方式仍被世界各國效法。
新政使美國渡過了經濟大蕭條的慘澹，緊接著又面臨法西斯主義挑起的戰火。美國在二戰時扮演「民主的兵工廠」的角色，帶領同盟國反擊軸心國，最終贏得二次大戰的勝利。二次大戰後，美國和蘇聯遙相對峙，展開了一系列在科技和軍事上的競爭。在科技、民生等各个领域的競爭中，美國漸漸佔到上風，最終成為冷戰後世界上唯一的超級大國。

### 大道行思：结篇
一個國家的強大，必須其組成的人民的意見統一，使力量能夠集中，並靠著文化的洗禮來決定與加強改正自己的政治方向，擁有優渥的經濟能力，確保國民的生存能力，利用科技的優勢，來保證國家的強大。國與國之間的相處就跟人與人之間一樣，人與人之間發生衝突就會打架，國與國之間則是戰爭，人與人之間相處久了就會成為一個部落、成為一個國家，國與國之間相處久了就會建立聯邦。今天的世界因為科技的發展，使得國與國之間的距離越來越近了，經濟上的合作也越來越頻繁，已經漸漸不好也不該用武力解決問題，如何在一個越來越一體化的世界中扮演好自己的角色，才是各國該做的事情。

## 製作人員
- 出品人：趙化勇
- 總監製：羅明、袁正明
- 监制：郭振玺、韩正群、高小平
- 總策劃：袁正明、麥天樞
- 总制片人：任学安
- 學術指導：錢乘旦
- 總撰稿：陳晉
- 創作總監：康健寧
- 作曲：叶小纲
- 演奏：中国爱乐乐团
- 總編導：任學安
- 承製：中视传媒股份有限公司、北京三多堂影视广告有限公司
- 特效制作：北京水晶石数字科技有限公司
- 出品：中国中央电视台

## 创作过程
制片人任学安表示，自己在2003年开始反思中华文明五千年来的“天朝上国”等傲慢、愚昧观念。在“天朝美梦”被击碎，以及改革开放后新的历史形势下，中国应重新审视世界近五百年来的发展历史，并且探索和思考中国自身的复兴道路。由此自己便有了拍摄《大国崛起》的念头。
该片于2004年初正式在中国中央电视台立项。制作团队在撰写解说词时耗费了大量时间，如俄罗斯部分的剧本花费了一年时间才完成。2005年4月，《大国崛起》通过了中国中央电视台高层的审查。
该片由7个摄制组在9个国家进行取景和采访，于2005年10月完成全部拍摄。

## 评价
播出后，英国广播公司等国际媒体对此片进行了报道和分析。《纽约时报》评论说该片的播出意味着中国不再“虚伪地谦虚”，而是鼓励人们讨论中国崛起的前景。
该片采访嘉宾之一的学者资中筠评价这部纪录片：“值得欣喜的是，总体而言，历史的主线在其中得到相对客观、综合的表述，脉络清晰，对“软实力”的重要性也给予一定的观照，在我国目前的处境下，已属难能可贵。有许多珍贵的镜头，精彩的表述，无法一一列举。遗憾和缺陷当然是有的，估计大半不是由于创作者不知和不能，而是形格势禁，只能有所不为。 ”
《天下杂志》发表专文评论称，《大国崛起》意在给当代的中国一些历史的借镜：思想文化渗透力、国家凝聚力、技术创新、合理的制度以及国民教育素质，才是形成大国主宰力的关键。任何大国只要漠视历史教训，都要付出惨痛的代价。而片中涉及到的宪政、平等、法治和思想自由等敏感话题，亦给观众以古讽今的政治联想。
台湾国立中正大学历史系教授毛汉光指出，《大国崛起》对于唤醒中国对于世界历史的重新检视是成功的，但没有很深刻的探讨大国衰落的因素，是该片的一大遗憾。
刘晓波认为，《大国崛起》代表着中国自由派知识精英的观点：中国崛起的正路，只能是融入世界主流文明。
《大国崛起》也遭到了中国左派人士的强烈抨击，如“对帝国主义列强殖民掠夺的罪恶历史‘隐恶扬善’”、“右派‘主流精英’们忽悠老百姓的新手段”、“为侵略中国的西方罪犯树碑立传，表彰其侵略掠夺的‘宝贵经验’，让千秋万代的中国人都对侵略者歌功颂德”、“指桑骂槐，旁敲侧击，在介绍‘大国崛起’的‘历史经验’的旗号下鼓吹全盘西化，变着法的煽动政变”等。

## 作者表态
2011年，该片总策划麦天枢接受采访时表示，《大国崛起》的根本目的，是在于让中国人建立一种基础的现代社会的历史理性，对现代社会从哪里来、现代社会的起源和走向，能够有理性的认识和尊重。西方现代国家的建立，就是以理性、妥协、合作的方式，来探寻新制度和社会利益分配的新形式。“中国观众只要能领会和学会‘妥协’两个字，我们就功德圆满了”。
而针对各种声音对该片的不同解读，麦天枢认为，《大国崛起》采取侧重历史事实、而较少价值判断的方式讲述历史，与一般中国大陆历史教科书的做法有根本的不同。这种不同造成的紧张和兴奋，恰恰是中国社会心理过于脆弱的体现。

## 香港版本
無線電視由狄娜主持，每集除了开头结尾及广告前后有狄娜之评论外，其主要内容没有太大改动。

### 主要特色
狄娜之评论以国际视野看待外国的发展模式，不单从经济角度的发展，而且从政治的发展角度，评述中国之形势。在广东地区，每當提及敏感话题则用插播广告遮盖。

### 总结篇
邀请了岑建勳和刘锐绍一齐讨论中国的发展之路，当中提及中国的社会环境、及国际的形势，中国崛起的方向。

## 作品的變遷
| 香港 無綫電視翡翠台 星期一至五 22:30-23:35 時段      | 香港 無綫電視翡翠台 星期一至五 22:30-23:35 時段 | 香港 無綫電視翡翠台 星期一至五 22:30-23:35 時段 |
| ---------------------------------------------------- | --- | ----------------------------------------------- |
|                                                      | 大國崛起 星期一22:30-23:30 （2007.7.2 - 2007.9.17） 最緊要進步 星期二至五22:30-23:00 （2007.7.3 - 2007.8.24） 味分高下 星期二至五22:30-23:00 （2007.8.28 - 2007.9.14） |                                                 |
| 拾年 星期一至五22:30-23:00 （2007.6.18 - 2007.6.29） | 味分高下 星期一至五22:30-23:00 （2007.9.18 - 2007.10.19） |                                                 |